# Ten Walls
Ten Walls (* 1983 in Vilnius; eigentlich Marijus Adomaitis, auch Mario Basanov) ist ein litauischer Musiker auf dem Gebiet des Deep House.

## Leben
Adomaitis erhielt eine klassische Musikausbildung. Er studierte Fagott an der Musikfakultät der Lietuvos muzikos ir teatro akademija in Vilnius und danach Musiktechnologien am Lehrstuhl für Audiovisuelle Künste der Fakultät für Sozial-, Geisteswissenschaften und Künste der Kauno technologijos universitetas in Kaunas. 
Ab 1998 ist er auch als Mario Basanov bekannt. Im Frühjahr 2013 veröffentlichte er auf dem Berliner Label Innervisions seine erste EP unter dem Pseudonym Ten Walls. Das Titelstück Gotham entwickelte sich zu einem weltweiten Clubhit. Im November 2013 folgte auf dem italienischen Label Life and Death die zweite EP Requiem.
Im April 2014 erschien die EP Walking with Elephants. Nach mehreren Auftritten auf Festivals im Sommer erreichte die Aufnahme Anfang September die Top Ten der britischen iTunes-Charts. Er ist Direktor von Boso Records Limited.
Im Juni 2015 sorgte Ten Walls mit einem Beitrag im sozialen Netzwerk Facebook für Empörung. Darin verurteilte er gleichgeschlechtliche Sexualität und verglich sie mit Pädophilie. In der Folge wurde er bei diversen Festivals aus dem Programm genommen und seine Agentur, Coda Music Agency, löste ihre Beziehung zu ihm. Die entsprechenden Äußerungen wurden später bei Facebook gelöscht. In einem neuerlichen Beitrag entschuldigte sich Ten Walls, behauptete jedoch zugleich, er habe die Festivaltermine selbst abgesagt. Die Veranstalter des niederländischen Festivals PITCH und des spanischen Festivals Sónar bestätigten jedoch, dass sie Ten Walls aufgrund seiner homophoben Äußerungen abgesagt hätten.

## Familie
Sein Vater Algirdas Adomaitis ist Geiger.
Sein sieben Jahre älterer Bruder ist Sänger Linas Adomaitis.

## Diskografie
- 2013: Gotham (EP)
- 2013: Requiem (EP)
- 2014: Walking with Elephants (EP)
- 2017: Queen (Album)
- 2020: Shrine EP (EP)
- 2020: Lights for the Dreams (Album)
- 2021: Symphony (Album)